# Sedliště (Hradec Králové)
Sedliště é uma comuna checa localizada na região de Hradec Králové, distrito de Jičín‎.